# Georg Lorenz von Hofkirchen

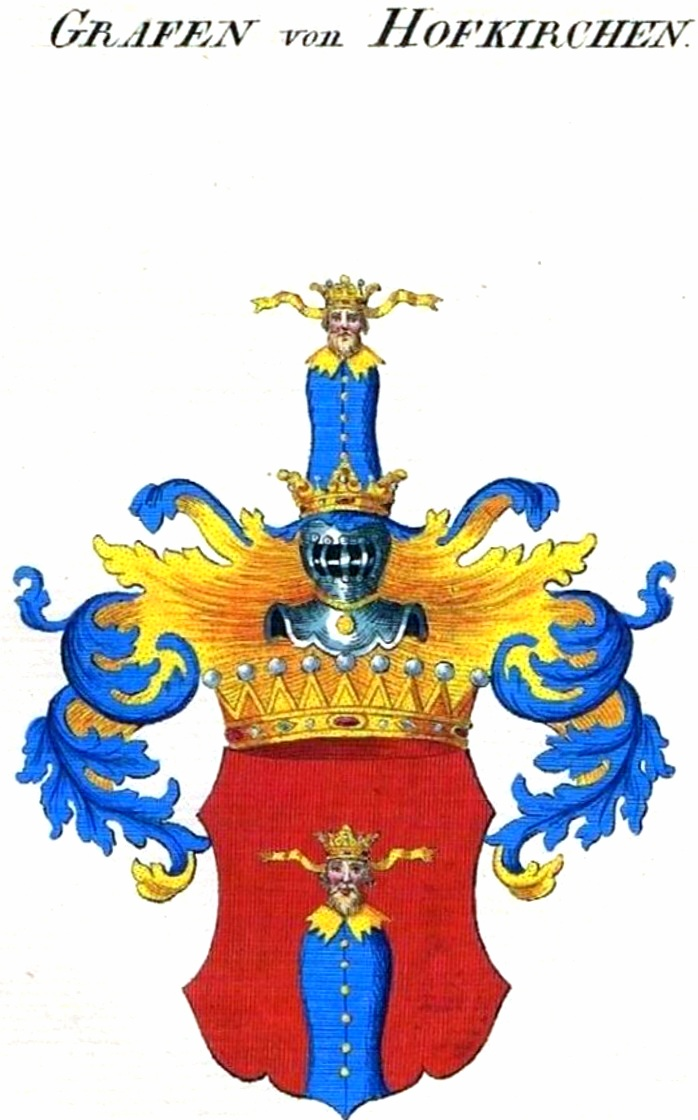
Wappen der Grafen von Hofkirchen

Georg(e) Lorenz Freiherr von Hofkirchen, ab 1663 Graf von Hofkirchen (* 1649; † 1694 in Debrezin), war ein kaiserlicher Feldmarschallleutnant, österreichischer Kämmerer und kurfürstlich-sächsischer Generalwachtmeister.

## Leben und Werk
Er stammte aus der in Niederösterreich ansässigen Adelsfamilie Freiherr von Hofkirchen. Seine Eltern waren wahrscheinlich der sächsische, schwedische und kaiserliche General Lorenz von Hofkirchen (1606–1656) und seine Frau Agatha Gräfin zu Oettingen-Oettingen (1610–1680) Gemeinsam mit weiteren Verwandten, darunter seinem vermutlich älteren Bruder Wolf Lorenz von Hofkirchen, erreichte er beim Kaiser Leopold I. in Wien am 17. Februar 1663 die Erhebung in den Reichsgrafenstand. Gleichzeitig wurde ihnen die Anrede „Hoch- und Wohlgeboren“ für das Reich und die Erblande verliehen.
Wie sein Vater und Bruder trat Georg Lorenz in den Soldatenstand und diente in mehreren Feldzügen in Ungarn gegen die Türken. 1678 war er Obristwachtmeister und Platzmajor in der Festung Komorn. 1682 wurde er Kämmerer bei Kaiser Leopold I. Im Jahr 1686 zeichnete er sich während des Großen Türkenkriegs bei der Belagerung von Ofen aus. Am 28. August 1689 ernannte ihn der sächsische Kurfürst Johann Georg III. zu seinem Generalwachtmeister. Bereits kurze Zeit später, im Mai 1690, verließ Graf Hofkirchen wieder die Sächsische Armee und kehrte als kaiserlicher Feldmarschall-Leutnant nach Österreich zurück, um gegen die Türken zu kämpfen. Er erkrankte und starb in Debrezin, wo er 1694 begraben wurde.